# عبد الله بن محمد بن ذهلان
عبد الله بن محمد بن ذهلان النجدي المقرني (ت. 1099 هـ) فقيه حنبلي.

## سيرته
ولد في العيينة سنة 1038 هـ ونشا فيها، فأخذ عن محمد بن إسماعيل الأشيقري النجدي وأحمد ابن محمد بن ناصر بن مشرف. وسافر إلى دمشق وأخذ عن بعض علمائها تتلمذ بصفة خاصة على ابن بلبان الحنبلي وجد ابن ذهلان في تحصيل العلم حتى بلغ المبلغ الأوفى، ثم عاد إلى نجد، فتولى قضاء الرياض، فذاع صيته وعلا قدره، واستفاد منه خلق كثير. وممن أخذ عنه عثمان بن قائد النجدي، وأحمد بن محمد المنقور، ومحمد بن ربيعة العوسجي، وقد رحل إلى ابن ذهلان من الحوطة إلی الرياض خمس مرات وقيد كثير من أقوال شيخه في مجموعه وإذا قال فيه: شيخنا فالمراد به ابن ذهلان. حصل المرض في الرياض ومات بسببه ابن ذهلان في ثاني الأضحى سنة 1099 هـ.
أكثروا من النقل عنه في مؤلفاتهم. مثل «مجموع المنقور» و «حاشية ابن فيروز» وغيرهما.